# Конвой RA 56
Конвой RA 56 (англ. Convoy RA 56) — арктичний конвой транспортних і допоміжних суден у кількості 39 одиниць, який у супроводженні союзних кораблів ескорту прямував від радянських портів до берегів Ісландії та Шотландії. Конвой вийшов 3 лютого з Архангельська та 11 лютого 1944 року без втрат прибув до Лох Ю.

## Кораблі та судна конвою RA 56

### Транспортні судна
| Назва                        | Прапор          | Тоннаж (GRT) | Прим.                                        |
| ---------------------------- | --------------- | ------------ | -------------------------------------------- |
| British Statesman (1923)     | Велика Британія | 6 991        |                                              |
| Brockholst Livingston (1942) | США             | 7 176        | судно типу «Ліберті»                         |
| Cardinal Gibbons (1942)      | США             | 7 191        | судно типу «Ліберті»                         |
| Collis P Huntington (1942)   | США             | 7 177        | судно типу «Ліберті»                         |
| Daniel Willard (1942)        | США             | 7 200        | судно типу «Ліберті»                         |
| Empire Archer (1942)         | Велика Британія | 7 031        |                                              |
| Empire Lionel (1942)         | Велика Британія | 7 030        |                                              |
| Empire Pickwick (1943)       | Велика Британія | 7 068        |                                              |
| Eugene Field (1943)          | США             | 7 176        | судно типу «Ліберті»                         |
| Fort Astoria (1943)          | Велика Британія | 7 189        |                                              |
| Fort Hall (1943)             | Велика Британія | 7 157        | судно віцекомандора конвою                   |
| Fort Kullyspell (1943)       | Велика Британія | 7 190        |                                              |
| Fort Missanabie (1943)       | Велика Британія | 7 147        |                                              |
| Fort Nakasley (1943)         | Велика Британія | 7 132        |                                              |
| Fort Thompson (1942)         | Велика Британія | 7 134        |                                              |
| Fort Vercheres (1942)        | Велика Британія | 7 128        |                                              |
| George Weems (1942)          | США             | 7 191        | судно типу «Ліберті»                         |
| Harold L Winslow (1943)      | США             | 7 176        | судно типу «Ліберті»                         |
| Horace Gray (1943)           | США             | 7 200        | судно типу «Ліберті»                         |
| James A Farrell (1943)       | США             | 7 176        | судно типу «Ліберті»                         |
| James Woodrow (1942)         | США             | 7 200        | судно типу «Ліберті»                         |
| John Fitch (1942)            | США             | 7 181        | судно типу «Ліберті»                         |
| John J Abel (1943)           | США             | 7 191        | судно типу «Ліберті»                         |
| John Vining (1942)           | США             | 7 191        | судно типу «Ліберті»                         |
| John Wanamaker (1943)        | США             | 7 176        | судно типу «Ліберті»                         |
| Lewis Emery Jr (1943)        | США             | 7 176        | судно типу «Ліберті»                         |
| Noreg (1931)                 | Норвегія        | 7 605        |                                              |
| Norlys (1936)                | Панама          | 9 892        |                                              |
| Ocean Gypsy (1942)           | Велика Британія | 7 178        | вантажне судно типу «Оушен»                  |
| Ocean Messenger (1942)       | Велика Британія | 7 178        |                                              |
| Ocean Pride (1942)           | Велика Британія | 7 173        |                                              |
| Ocean Valour (1942)          | Велика Британія | 7 174        |                                              |
| Ocean Viceroy (1942)         | Велика Британія | 7 174        |                                              |
| Philip Livingstone (1941)    | США             | 7 176        | судно типу «Ліберті»                         |
| Stage Door Canteen (1943)    | США             | 7 176        | судно типу «Ліберті»                         |
| Thistledale (1942)           | Велика Британія | 7 241        |                                              |
| Thomas Scott (1942)          | США             | 7 176        | судно типу «Ліберті»                         |
| Thomas U Walter (1943)       | США             | 7 176        | судно типу «Ліберті»                         |
| Will Rogers (1942)           | США             | 7 200        | судно типу «Ліберті»; судно командора конвою |

### Кораблі ескорту
| Кораблі ескорту |                                         |                                                          |             |
| «Бермуда»       | Військово-морські сили Великої Британії | легкий крейсер типу «Коронна колонія»                    |             |
| «Бервік»        | Військово-морські сили Великої Британії | важкий крейсер типу «Каунті»                             |             |
| «Борейдж»       | Військово-морські сили Великої Британії | корвет типу «Флавер»                                     |             |
| «Вайтхолл»      | Військово-морські сили Великої Британії | ескадрений міноносець «Модифікований Адміралті» типу «W» | 3-11 лютого |
| «Венус»         | Військово-морські сили Великої Британії | ескадрений міноносець типу «V»                           |             |
| «Верулам»       | Військово-морські сили Великої Британії | ескадрений міноносець типу «V»                           |             |
| «Віджілент»     | Військово-морські сили Великої Британії | ескадрений міноносець типу «V»                           |             |
| «Волфлавер»     | Військово-морські сили Великої Британії | корвет типу «Флавер»                                     |             |
| «Весткотт»      | Військово-морські сили Великої Британії | ескадрений міноносець «Адміралті» типу «W»               | 3-11 лютого |
| «Коктрайс»      | Військово-морські сили Великої Британії | тральщик типу «Алджерін»                                 |             |
| «Сен-Лорен»     | Військово-морські сили Канади           | ескадрений міноносець типу «C»                           | 3-11 лютого |
| «Діанелла»      | Військово-морські сили Великої Британії | корвет типу «Флавер»                                     | 3-11 лютого |
| «Глінер»        | Військово-морські сили Великої Британії | тральщик типу «Гальсіон»                                 | 3-5 лютого  |
| «Гурон»         | Військово-морські сили Канади           | ескадрений міноносець типу «Трайбл»                      |             |
| «Інконстант»    | Військово-морські сили Великої Британії | ескадрений міноносець типу «I»                           |             |
| «Кент»          | Військово-морські сили Великої Британії | важкий крейсер типу «Каунті»                             |             |
| «Лоялті»        | Військово-морські сили Великої Британії | тральщик типу «Алджерін»                                 |             |
| «Махратта»      | Військово-морські сили Великої Британії | ескадрений міноносець типу «M»                           |             |
| «Метеор»        | Військово-морські сили Великої Британії | ескадрений міноносець типу «M»                           |             |
| «Мілн»          | Військово-морські сили Великої Британії | лідер ескадрених міноносців типу «M»                     |             |
| «Маскітер»      | Військово-морські сили Великої Британії | ескадрений міноносець типу «M»                           |             |
| «Обідіент»      | Військово-морські сили Великої Британії | ескадрений міноносець типу «O»                           |             |
| «Оффа»          | Військово-морські сили Великої Британії | ескадрений міноносець типу «O»                           |             |
| «Опорт'юн»      | Військово-морські сили Великої Британії | ескадрений міноносець типу «O»                           |             |
| «Оксліп»        | Військово-морські сили Великої Британії | корвет типу «Флавер»                                     | 3-11 лютого |
| «Поппі»         | Військово-морські сили Великої Британії | корвет типу «Флавер»                                     | 3-11 лютого |
| «Реттлснейк»    | Військово-морські сили Великої Британії | тральщик типу «Алджерін»                                 |             |
| «Реді»          | Військово-морські сили США              | корвет типу «Флавер»                                     |             |
| «Рододендрон»   | Військово-морські сили Великої Британії | корвет типу «Флавер»                                     | 3-11 лютого |
| «Савідж»        | Військово-морські сили Великої Британії | ескадрений міноносець типу «S»                           |             |
| «Сігал»         | Військово-морські сили Великої Британії | тральщик типу «Гальсіон»                                 | 3-5 лютого  |
| «Скодж»         | Військово-морські сили Великої Британії | ескадрений міноносець типу «S»                           |             |
| «Спідвел»       | Військово-морські сили Великої Британії | тральщик типу «Гальсіон»                                 |             |
| «Сторд»         | Військово-морські сили Норвегії         | ескадрений міноносець типу «S»                           |             |
| «Свіфт»         | Військово-морські сили Великої Британії | ескадрений міноносець типу «S»                           |             |
| «Ресле»         | Військово-морські сили Великої Британії | ескадрений міноносець типу «W»                           |             |
| «Ханісакл»      | Військово-морські сили Великої Британії | корвет типу «Флавер»                                     | 3-11 лютого |